# Анна Зеґерс
Нетті Радваньї (Netty Radványi), до шлюбу Рейлінг (Reiling), відома як Анна Зе́ґерс (Anna Seghers; 1900—1983) — німецька письменниця, антифашистська активістка.

## Життєпис
Народилася 19 листопада 1900 року в Майнці в єврейській родині, батько — антиквар і художній експерт. Навчалася в Кельнському і Гейдельберзькому університетах. У 1925 році одружилася з угорським письменником і соціологом Ласло Радваньї, в шлюбі народила двох дітей. Членкиня Комуністичної партії Німеччини з 1928 року (з 1947 року членкиня СЄПН).
У 1933 році після приходу до влади нацистів Зеґерс була ненадовго заарештована гестапо, а її книги спалені, після чого вона емігрувала до Франції. Фактично саме ця обставина зробила зі «звичайної домогосподарки і матері сімейства» письменницю, полум'яну борчиню з нацистською ідеологією. Брала участь в антифашистському конгресі письменників (Іспанія, липень 1937). У 1940 році, коли гітлерівські війська вступили до Франції, Анна Зеґерс з окупованого Парижа переїхала на південь, в Марсель. Життя й долі вимушених мігрантів у портовому місті в очікуванні закордонної візи відображено в її романі «Транзит» (1944). У 1941 році вона перебралася в Мехіко, де заснувала антифашистський «Клуб Генріха Гейне» (Heinrich-Heine-Klub) і журнал «Вільна Німеччина» (Freies Deutschland).
Після закінчення Другої світової війни в 1947 році вона повернулася до Східної Німеччини і оселилася в Берліні.
У 1959 році був виданий роман «Рішення», а в 1968 було видано продовження — «Довіра».
Зеґерс була членкинею Світової ради миру і Комітету з міжнародних Ленінських премій; головою Союзу німецьких письменників (1958—1978); членкинею Німецької академії мистецтв.

## Твори
- 1933 — Оцінена голова (Der Kopflohn)
- 1935 — Шлях крізь лютий (Der Weg durch den Februar)
- 1942 — Сьомий хрест (Das siebte Kreuz)
- 1944 — Транзит (англ. Transit Visa — 1944, нім. Transit — 1947)
- 1946 — Прогулянка мертвих дівчат (Der Ausflug der toten Mädchen)
- 1949 — Мертві залишаються молодими (Die Toten bleiben jung)
- 1949 — Весілля на Гаїті (Die Hochzeit von Haiti)
- 1959 — Рішення (Die Entscheidung)
- 1961 — Світло на ешафоті (Das Licht auf dem Galgen)
- 1962 — Карибські історії (Karibische Geschichten)
- 1968 — Довіра (Das Vertrauen)
- 1980 — Три жінки з Гаїті (Drei Frauen aus Haiti)

## Екранізації
У 1944 році американський кінорежисер Фред Циннеманн екранізував роман «Сьомий хрест» зі Спенсером Трейсі у головній ролі.
У 2018 році за однойменним романом письменниці німецький кінорежисер Крістіан Петцольд зняв фільм «Транзит».